# Corymborkis minima
Corymborkis minima är en orkidéart som beskrevs av Phillip James Cribb. Corymborkis minima ingår i släktet Corymborkis, och familjen orkidéer. Inga underarter finns listade i Catalogue of Life.